# Juan Legnazzi
Juan Legnazzi (1893 – ?) – piłkarz urugwajski, bramkarz.
Jako piłkarz klubu CA Peñarol wziął udział w turnieju Copa América 1920, gdzie Urugwaj zdobył mistrzostwo Ameryki Południowej. Legnazzi zagrał we wszystkich trzech meczach – z Argentyną (stracił bramkę), Brazylią i Chile (stracił bramkę). W meczu z Argentyną obronił rzut karny egzekwowany przez Pedro Calomino.
Od 25 lipca 1920 roku do 8 grudnia 1923 roku Legnazzi rozegrał w reprezentacji Urugwaju 7 meczów, w czasie których stracił 6 bramek.
Legnazzi należy do najlepszych bramkarzy w historii Peñarolu i zajmuje czwarte miejsce w tabeli wszech czasów ligi urugwajskiej pod względem czasu gry bez straty gola. Jego rekord to 922 minuty i wyprzedzają go tylko Ladislao Mazurkiewicz (Peñarol), Gustavo Munúa (Club Nacional de Football) i Álvaro Adrián Núñez (Rentistas Montevideo). Uzyskany wynik daje mu obecnie 67. miejsce w światowej tabeli wszech czasów.